# سوفیا پوزدنیاکووا
سوفیا پوزدنیاکووا (روسی: София Станиславовна Позднякова؛ زادهٔ ۱۷ ژوئن ۱۹۹۷) شمشیرباز اهل روسیه است.